# 三本松トンネル
三本松トンネル（さんぼんまつトンネル）は、長野県松本市内に設けられている、国道158号のトンネルで、1994年（平成6年）2月24日に開通した。旧安曇村島々宿から稲核間に設けられており、梓川と並走する。
この区間はもともと猿なぎ洞門というロックシェッドを用い、山間の斜面部を切り開いて通っていたが、1991年（平成3年）の土砂崩れにより通行不能となり、代替としてこのトンネルが建設された。本項では猿なぎ洞門についても解説する。

## 建設の経緯

### 猿なぎ洞門の崩落
国道158号は、長野県松本市から岐阜県高山市までを結び、また景勝地として名高い上高地へのアクセス路でもある、物流・観光上重要な路線である。
猿なぎ洞門は、そのうち松本に近い、旧安曇村島々から稲核間に、土砂崩れによって道路が被害を受けることのないよう、1984年（昭和59年）に着工、同年竣工したロックシェッドである。洞門の建設と同時に、斜面にはモルタル吹付けによる、土砂崩れを防ぐための覆工が施された。その後1990年（平成2年）から洞門を高山市側に延長する工事が行われた。
工事が行われている最中の1991年（平成3年）9月中旬には、週1日程度、50 - 100 mm程度の降水があり、10月13日には洞門付近で落石が発生し始めた。落石を除去しながら、工事と通行は続けられた。10月17日には朝から降雨が続き、落石が頻繁に起こる。18日早朝には路面に土砂が5 cmほど堆積するまでになった。
10月18日、6時頃より落石が特に頻繁になり、7時10分、モルタルを吹付けた斜面から小規模な土砂崩れが発生。これについて村民から連絡を受けた大野建設が、7時20分に道路を閉鎖、現場で洞門延長工事に伴う片側交互通行を行っていた作業員を避難させた。その後2者には長野県知事からの感謝状が贈られている。
午前7時40分、斜面のモルタル吹付け部から2筋の土砂が流れ始め、まもなく大規模な土砂崩れが発生した。土砂は猿なぎ洞門を直撃し、9スパン中の3スパン、延長30 m中の10 mは谷底の梓川まで押し流された。
土砂崩れの様子は、対岸に居住していた安曇村職員により撮影されており、土砂崩れの規模がこの映像から分析されている。土砂崩れは、幅60 - 65 m、最大標高差65 mの三角形状の範囲におよんだ。流出土砂量は3,000 m3とする資料や、10,500 m3、あるいは15,000 m3に及ぶと言われている。崩落面向かって左下に湧水が存在し、また降雨による地下水が存在したことが、土砂崩れを誘発したと考えられる。
落石覆工の倒壊は、飛騨川バス転落事故、大崩海岸の洞門崩壊、越前海岸などにみられるが、崩落の瞬間が映像として残る事は稀であり、この映像は崩落時の運動に関する研究などに用いられている。

### 仮道の設置
国道158号は安曇村島々と稲核を結ぶ生活道路であり、この復旧は安曇村にとって、また同時に上高地の観光産業や、松本と高山を結ぶ物流にとっても急務であった。安曇村は翌日19日までに、崩落地点手前の橋場と稲核をつなぐ稲核林道を村民に開放、交互通行を開始すると同時に、河川敷を徒歩で通行する仮設歩道を設置した。上高地に向かう観光客にとっても、ロープを伝い河川敷に降りるこの歩道が唯一の経路であった。
29日には、幅5.5 m、延長1.8 kmの砂利道による応急仮設路を梓川河床に設置し、およそ10日ぶりに車両による交通が復旧。しかし、梓川の水量が増える春までには水没する場所であり、1992年（平成4年）4月7日には、橋場から狸平までの860 mを、仮橋2本を用いて結ぶ仮設道路が供用された。

### 三本松トンネルの建設
安曇村、松本建設事務所などの関係各局が復旧案について検討したが、猿なぎ洞門の復旧は絶望的であった。代替のトンネルの建設、あるいは別ルートの建設が検討されたが、最終的には崩落地点より山中を貫くトンネルが選定され、道路災害復旧事業として1992年（平成4年）6月着工された。
三本松トンネルは、猿なぎ洞門を避ける弧のような形である。建設には、山岳トンネルの建設で多く活用例のある、新オーストリアトンネル工法（NATM）を用い、切羽前方をセメントで補強しながら進められた。
1994年（平成6年）2月24日にトンネルは供用開始、延長370 m、幅員は6.5 mの片側一車線道路となり、総工費は地表の取付道路を含めて17.6億円に及んだ。
トンネル開通と同時に仮設道路は撤去されたが、崩落した猿なぎ洞門は現在もそのまま放置されている。

## 名称の由来
トンネルの名称は、現在の松本側坑口にあった、樹齢500年を超える3本のアカマツが三本松と呼ばれていたことに由来する。トンネル建設に際しやむを得ず伐採したが、地元住民に親しまれていたこの松を記念し、トンネル名を三本松トンネルとするとともに、松本側坑口に三本松をデザインした壁画（レリーフ）を設けた。